# Nordenskiöld-samfundet i Finland
Nordenskiöld-samfundet i Finland, bildat 1940, är en svenskspråkig sammanslutning med syfte att verka för geografisk, biologisk, arkeologisk och kulturhistorisk utforskning av speciellt Finlands skärdgårdsområden. Det är uppkallat efter upptäcktsresanden Adolf Erik Nordenskiöld.
Samfundet har publicerat bland annat Skärgårdsboken (1948) och Atlas över Skärgårdsfinland (1960) samt utger även en tidskrift. Samfundet delar årligen ut stipendier till yngre forskare samt ordnar seminarier kring teman som knyter till samfundets målsättningar. På ön Gloholmen i Ekenäs skärgård har samfundet en forskningsstation.

## Ordförandelängd
Följande personer har genom åren innehaft posten som ordförande:
- 1940-1944 – Rafael Karsten
- 1945-1949 – Tjord Brenner
- 1940-1951 – Henrik Ramsay
- 1952-1958 – Harald Öhquist
- 1959-1964 – Håkan Lindberg
- 1965-1985 – Stig Jaatinen
- 1986-1994 – Torsten Stjerberg
- 1995 – Henrik Wallgren
- 1996-2007 – Björn Federley
- 2008 – Lena Huldén